# جاكي لورد
جاكي لورد (1948 في المملكة المتحدة - ) (بالإنجليزية: Jackie Lord)‏ هي لاعبة كريكت نيوزلندية. شاركت مع منتخب نيوزيلندا الوطني للكريكت.

## وصلات خارجية
- جاكي لورد على موقع إي آس بي آن كريك إنفو (الإنجليزية)